# دهستان ملکاری غربی
دهستان ملکاری غربی، یکی از دهستان‌های بخش زاب شهرستان میرآباد در استان آذربایجان غربی ایران است. مرکز این دهستان، روستای آغلان است.
نام پیشین این دهستان، ملکاری بود و سپس به ملکاری غربی تغییرنام داده شد.

## جمعیت
بر پایه سرشماری عمومی نفوس و مسکن در سال ۱۳۹۵، جمعیت دهستان ملکاری غربی برابر با ۳٬۰۳۷ نفر بوده‌است.